# マグナカルタ (ゲーム)
『マグナカルタ』（MAGNACARTA）は、2001年に韓国のゲーム開発会社ソフトマックスが開発し2004年11月11日にバンプレストから発売されたPlayStation 2用のゲームソフト。主題歌は火曜飛の「Fly Again」。

## 概要
韓国国内でWindows用ゲームとしてSOFTMAXが単独制作したオリジナルバージョンを元に制作されている。（以下、特筆無い場合は日本でリリースされたPS2版に関する記述）オリジナルバージョンはシナリオやゲームシステム、楽曲がPS2版とは別物になっている。
日本国内ではプロモーション展開の一環として、AMラジオ番組『マグナカルタRADIO』を文化放送とBSQR489にて放送した。MCは保志総一朗と堀江由衣（2004年7月 - 9月）、宮田幸季と豊口めぐみ（同年9月 - 12月）。
2006年5月25日、PlayStation Portableで『マグナカルタ ポータブル』が発売された。
2009年8月6日、Xbox 360で『マグナカルタ2』が発売。（詳細については「2」の項を参照の事）

## シリーズ
- マグナカルタ
- マグナカルタ ポータブル
- マグナカルタ2

## ストーリー
人間とヤソンという二種類の種族が住むイフェリア大陸が物語の舞台。先住民のヤソンと移住民の人間。初期の頃こそ平和的な関係にあったが、やがて大陸の占有問題で互いに憎悪を抱くようになり、戦争が勃発する。初期は戦争に慣れている人間がリードしていたが、能力で人間に劣らないヤソンは徐々に戦況を覆していった。
人間達がヤソンに大反撃作戦を展開するところから物語は始まる。主人公カリンツは傭兵部隊「紅の旋風」隊長。大反撃作戦に「紅の旋風」も参加するが、ヤソンの女王・アミラにより作戦は失敗する。
混乱の最中ヤソンの地で、カリンツは記憶を失った少女・リースと出会う。やがてカリンツは「救援の光」を探すという極秘任務、リースは己の失った記憶探しの旅へと出発する。

## ゲームシステム
基本的にはカリンツパーティ・リースパーティに分かれて行動となる。物語の展開によってカリンツ一人だけのパーティ、カリンツ・リース合同パーティなどもある。
バトル方法は○ボタンと×ボタンをタイミングよく押すリズム入力方式。他にも修羅・羅刹・夜叉という三種類の戦闘モード、その土地の属性（天・山・風・火など）や統率力といった様々な要素がバトルに大きく関わってくる。
町や村では占いや呪符の合成、武器の改造といったバトルの補助的な要素もある。また、道場で新たな技を手に入れることもある。
プレイヤーのレベルが上がると敵も同じように強くなるので、無理にレベル上げをする必要はない。

## 登場キャラクター

### メインキャラクター
カリンツ (Calintz)
声：保志総一朗（幼少期：立野香菜子）
本作の主人公。特殊傭兵部隊「紅の疾風」隊長である、23歳の剣士。幼名はマノ。幼い頃に両親と生き別れ、他の孤児達と共に風月林と云う孤児院兼武術道場でフレイアから剣術の基本を学びながら育つ。しかし13歳の時にヤソンに滅ぼされたことによりフレイアが帰らぬ人となったため、ヤソンに対しての憎しみから傭兵となって戦争に参加。やがてその活躍がアグレイアンの目に留まり、「紅の旋風」結成時に隊長を任命されることとなった。任務遂行の為には手段を選ばないが、仲間に対する情は厚く隊員から絶大な信頼を得ている。実は彼こそがラドリンヌの息子であるアグレイアンであり、形見である腕輪をヒューゴのナイフと交換してしまった為に、誰も、本人さえもそうと気付けなくなってしまった。
リース (Rith)
声：堀江由衣
記憶喪失の女性。そのためかヤソンも人間も分け隔てなく親切に接する。負傷している見ず知らずのカリンツを回復魔法で助けたことにより、紅の旋風とともに行動することになる。その正体はヤソンの女王アミラその人であり、エペンタードを訪れた際に記憶が戻りアミラとして現場復帰を果たす。リースである時の考えは記憶を失っている為か平和的で、無邪気で純真。疑うことを知らない。争いを嫌い、見ず知らずの相手でも助けに飛び出していく。ヤソンを憎むカリンツと対立するが、やがて彼自身が弱さを隠していることに気づき、ありのままの自分を受け入れるようカリンツを導く存在となる。
アミラ (Amila)
声：堀江由衣
ヤソンロベンの七部族を治める女王。シネン部族出身。ヤソンを心から愛する、25歳の若き女王。フェニックスという最強のファミリアを持ち、ブラストワーム軍を創設し劣勢を覆した強力な指導者。本来は心優しい、朗らかな性格だが、大義の為に自分の本心を隠して戦争という現実と戦う。近寄り難い風格を漂わせ「鉄血の女王」と呼ばれる。大魔法を弾き返した際に記憶を構成するエネルギーを使い切り、記憶喪失となった。リースと名乗り記憶を蘇らせる旅に出る。本名は「アミラ・リース・リエイン・ジェス」。素顔を見た者はほとんどいない程、常に仮面で顔を隠しているがハーフヤソンである。

アグレイアン・ジェイ・オーウェン (Agreian Jei Owen)
声：森川智之（幼少期：小松里歌）
「紅の疾風」を設立した、26歳の連合軍将軍。カリンツの幼馴染で、幼名はヒューゴ。統率力のある優秀な司令官で、親切で温かい好青年だと高い評価を受けている。しかし実は闇のヤソンのリーダーと人間の女性の間に生まれたハーフヤソンであり、幼少のカリンツが持っていた腕輪を利用して「大巫女ラドリンヌの息子」を騙る。その際交換した短剣は、彼の母が自殺の際に使用した形見の品。母を追い詰めた父も人間もヤソンも同じように憎み、裏でネイカンと名乗り救援の光を利用して全ての種族の支配を企む。
セリナ (Serina)
声：桑島法子
アミラの双子の妹で、アミラが行方不明になった後は仮面を被って影武者となる。優れた才能を持つ姉に強い憧れと嫉妬を感じ、激しいコンプレックスから女王殺害を考えた事もあった。しかし、幼い頃から想いを寄せていたカリンツと過ごすようになってからは、本来の明るい性格を取り戻していく。本名は「ミョン・セリナ・ジェクラン・ジェス」。25歳。
アゼル (Azel)
声：宮田幸季
「紅の旋風」メンバーで18歳の剣士。礼儀正しく朗らかで、気配り上手な心優しい少年。誰にでも敬語を使う。幼い頃に故郷の村がヤノンの襲撃を受けた時にカリンツに助けられたことにより心から彼を尊敬しながら努力を重ね行動をともにするようになるまで成長した。紅の旋風の一員となってからは雑務を手伝いながらカリンツから手のほどきを受ける。風貌などから子供や女に見られることもあるが、剣の腕ではカリンツの右腕並の才能がある。精神的には年齢よりも大人びた所がある。カリンツの存在が絶対的な基準であったが、共に戦ううちに仲間としての自我を確立していく。
ハレン (Haren)
声：梁田清之
「紅の旋風」メンバーで28歳の拳法家。単純で喧嘩っ早く、誰に対しても乱暴な口調で接する。その為、仲間を想う気持ちはあるものの伝わらない損な性格。もともとは戦争孤児で、戦闘と武芸の修行を行なう武道備兵団で育ち、幼いころから多くの死や苦しみを目の当たりにしている。「紅の疾風」入隊以前より闘争心は旺盛だったが、婚約者であるフェリシアをエッセンド地方の村でロッシイのスチール・ハートに殺された後は、護れなかった罪悪感と恨みから、復讐心を一層激しく募らせることになった。
エオニス・ミラン (Eonis Milan)
声：ゆかな
「紅の旋風」メンバーで22歳の赤魔法師。知識が豊富で観察力に優れ、几帳面で穏やかな性格から隊員全員に姉のように慕われている。幼少時は厳格な両親のもと、高度な教育・厳しい躾を受けて育つ。特にアマバトの巫女であった母からは様々は能力を受け継ぎ、優れた魔法師として名を馳せた。後に敬愛していた両親を戦争で失ったが、ヤソンに対しての恨みではなく戦争を終わらせようという願いから「紅の疾風」に入隊する。行動派が多い隊の中で、冷静に判断が下せる数少ない理屈派。
クリス・アークウェイ (Chris Arcway)
声：小野坂昌也
「紅の旋風」メンバーで23歳の弓使い。自称「天才発明家」「マヤの父親」。失敗だらけの機械発明家で、仲間からはトラブルメーカーとみなされている。前向きでお調子者で楽天的。女性を見ると声をかけずにはいられない性格だが、それは兄に対する劣等感を隠すためのもの。幼い頃から機械技術的な能力で恵まれなかった為、才能溢れる兄を尊敬し嫉妬していた。発明家である父ロスティンは兄にばかり技術を伝授した為、兄が飛行機実験の事故で死亡した後は父と疎遠になる。母親をヤソンに殺されているものの、その憎しみからではなく傭兵稼業と割り切って戦っている。天涯孤独のマヤを引き取って甲斐甲斐しく面倒を見るなど、傷を持つ者にはとても優しい。
マヤ (Maya)
声：小松里歌
「紅の旋風」メンバーで16歳の回復術師。見た目は愛らしく無邪気だが、強固な意思を持った少女。10歳の時、家族全員がヤソンの襲撃により目の前で惨殺を見たことで失語症になってしまう。生まれつき持っていた強い神力のおかげで回復術が使える為「紅の疾風」で重要な存在になった。他人から受ける優しさなど信用できなくなるほど心を閉ざしているが、孤独な気持ちを理解するクリス等の存在のおかげで次第に笑顔を見せるようになる。最初はクリスに連れてこられているだけだった「紅の疾風」だったが、今では自分の強い意志で戦い続けている。ゲーム中では話すことがなく、仲間とは以心伝心の仲である。
レハス (Lehas)
声：岡村明美
「紅の旋風」本部の22歳のオペレーター。組織を維持・管理するための役割を引き受けている。キャリアウーマン風の事務的な対応をする。簡潔で理性的な性格であり、仕事の中では「紅の旋風」を切り盛りしていくことに関心を持っている。誠実で仲間思いだが、自己表現が下手で社交性に欠けた口調で話すため周囲の人間に理解されにくい。いつも不機嫌そうな表情が多い。10歳の時に暮らしていた孤児院がヤソンの襲撃を受け、行き倒れ寸前のところをシベンに拾われ、彼の傭兵隊に入っていたが15歳の時に虐ヤノンの殺者スデイにより仲間が皆殺しにされ、唯一生き残ったものの致命傷を負い、後遺症で剣を握れなくなる。紅の旋風の皆と共に戦えないのが悔しく、またそんな自分に隠し事をするメンバーの態度に疎外感をもっていた。現在ではシベンの無念を晴らす為に血の滲むような努力を続け、再び剣を扱えるようになった。

### サブキャラクター
ラドリンヌ・ミリア・オーウェン (Ladrinne Milire Owen)
声：榊原良子
イフェリア全ての民の尊敬を集める、44歳のアマバトの首長大巫女。穏やかで気品があり、慈愛に満ちた心を持つ。16歳の頃にシードというマラカットの将軍と出逢い、4年後に結婚。カリンツを産んだ後に大巫女に選ばれ、シードとは別れてしまう。夫の残した腕輪をカリンツに持たせていたが生き別れになってしまい、再会の際に腕輪を持っていたヒューゴをカリンツだと信じ込んでしまった。
ジャスティーナ・ボン (Justina Born)
声：豊口めぐみ
病気を治療したり弱者を救済するアマバトの巫女。意思が強く冷静沈着な18歳。潔癖症なところがあり冷たい印象を与えるが、冗談や軽口が苦手なだけで本質は情け深い。10歳の頃にヤソンに故郷の村が襲撃され、両親と双子の弟達を失ったが、この時に神力に目覚める。その力で自分だけが助かったことが深い心の傷となり安易に人を信じられなくなった。破壊された村で放心状態で残されているところを発見されアマバト大寺院引き取られ、ラドリンヌの姿に感銘を受け巫女の修行に励むようになった。努力を重ね、通常の半分の期間で正式な巫女となったのがラドリンヌの目に留まり、リースの記憶を取り戻す手伝いを命じられる。
リアンナ (Rianna)
声：三石琴乃
戦争の時に戦った経験を持つ、25歳の元傭兵。豪快で荒っぽいが、人情に厚いアネゴ肌の女性。武芸をマラカットの道場で学び、女性であるということで白い目で見て来る者達にも負けず、傭兵隊に入隊した。20歳の時に行商人であったアスタルをモンスターから助けたことで行動をいっしょにするようになり、彼からプロポーズを受けて傭兵を辞めた。しかしアスタルは数年後に行方不明になってしまい、彼を探す為一人旅を始める。
ラウル (Raul)
声：子安武人
リースたちが旅の途中で仲間にした流浪の剣士。楽天的で、細かい事にはあまりこだわらない主義の男。実は天の英雄ランソニー・アベルその人であり、実年齢は75歳だが「天の欠片」の力で外見は30代半ばのまま。実年齢は75歳。幼少時に武芸者の家に養子に入って剣術を学び、武者修行中に後の八英雄達と出逢う。「光の樹」を封印する事を提案し「救援の光」を持ち出すが、神器の持つ恐ろしい力に直面し姿を消した。隠遁生活を送っていたが、「光の樹」を復活させようとする動きがあるのを察知し、また表舞台へと現れた。実は八英雄時代のイレインに好意を持っていたが、彼女の心が戦友であるジェカルトに向いている事を知り、静かに見守っている。
オルハ・デュラン (Orha Duren)
声：黒田崇矢
「ブラストワーム」将軍にして四天王筆頭を務める、27歳のリパ族。デス・レイブンという大鴉のようなファミリアを従える、ヤソン最強の戦士である。戦線孤児で生き延びる為に武芸を学び、傭兵隊へ入った。ほとんど感情を表に出さず他人に興味を示さないが、アミラにだけは絶対の忠誠心を持ち、女王暗殺を未然に防いだことでアミラ直々にブラストワームのリーダーへ抜擢されることになる。その際に戦線孤児で苗字を持たぬ彼に、アミラが「デュラン」の姓を与えた。実はアミラを1人の女性として愛しているが、大義の為にその心は押し殺されている。
ロッシィ・ミドカ (Lothy Midka)
声：今井由香
「ブラストワーム」将軍として四天王を務める、17歳のアルマ族。普段は全くの無表情で伝わり辛いが、他人に気持ちを伝えるのが苦手は感情豊かな少女。スチール・ハートという大獅子のようなファミリアを従え、四天王一の俊敏を誇る。両親に捨てられ4歳の事からブラストワームの子供達と孤児院で育ち、16歳で初陣に立った。その際に一躍注目を浴び、ブラストワーム軍に所属する事になる。世の流れに身を任せている為、任務であれば罪悪感など感じずに行動することが出来る。しかしオルハに出逢ってからは、彼の力になる為に初めて自分の意思で動き出す。内心では他人からの愛情を求めたくなる自分を恥じているため、片思いのそぶりも全く見せない。
キャリアン・ローラ (Carian Lora)
声：野田順子
「ブラストワーム」将軍として四天王を務める、24歳のセリュン族。スネーク・アイという三頭の蛇のようなファミリアを操る、類稀なる美女で、自分の魅力を自覚しており、他人を思惑通りに動かす事を得意とする。父であるセリュン部族長は先王の妃の兄はオセンヌの兄にあたる為、幼い頃から女王候補としての教育を受けてきた。文武両道に秀でており話術も得意とする。しかし女王に選ばれたのは先王の娘であるアミラだった為、プライドを傷つけられアミラから自分が監視されていることを知り激しい敵対心を抱く。アサドや「テュルポ」と手を組んでヤソンロベンの機密情報を流すなど、なんとかアミラや彼女を護るオルハらを破滅に追い込もうとする。
アサド・ゾレン (Asad Zoren)
声：飛田展男
「ブラストワーム」将軍として四天王を務める、27歳の闇のヤソン。陰湿かつ残忍な性格で、戦いを楽しむ事に命をかける。4歳の頃にヤソンから弾圧を受けて両親と死別。その後の路上生活でサキュバスという女悪魔のようなファミリアを用いた殺人術を身につける。13歳で傭兵隊に入り、人間との戦争で功績を挙げた事が評価されて「ブラストワーム」に加わった。キャリアンと手を組んでオルハを追い出し、権力を高める陰謀をもっている。闇のヤソンである事を隠しており、「生とは、ただ生き残る事」という考えが強い為に何かに対する未練はない。
アスタル (Astal)
声：鈴置洋孝（幼少期：菅沼久義）
イフェリアのあちこちを旅している27歳の商人。しかし本来の姿は、秘密組織「テュルポ」のリーダーである闇のヤソン。5歳の頃から訓練を受け始め、17歳の時には「テュルポ」の仲間と共に風月林を襲撃。それまでは闇のヤソンたちの恨みを晴らすために働き、大義のためには何でも切り捨てられる冷酷さを持っていたが、22歳の時にリアンナと出逢い、大義の為に何でも切り捨ててきた今までの倫理観が変わる。しかし重要機密を扱うことになった為、リアンナの前から姿を消した。ネイカンとは同じ闇のヤソンの仲間であったが、企みを一番初めに突き止め敵対する事になる。
スデイ (Sdey)
声：石田彰
「虐殺者」の異名を持つハーフヤソン。普段は人懐っこい性格で温和な印象だが、戦闘時は豹変し冷酷になる。しかし争いを好んでいるわけではなく、残酷な状況を耐えていく為に敢えて狡猾な男を演じている。キャリアンのスパイとして「紅の旋風」本部を奇襲する。
イレイン・クレイン (Irrin Crein)
声：田中理恵
八英雄の一人、水の英雄である元魔法師の美少女。バイエルの裕福な家庭に生まれ、大魔法師の父の血を受け継いで優れた魔法師となった。「天才」と言われ続けた為か、社交性に欠けプライドが高く利己的な面がある。身につけている「水の欠片」によって無限の命を与えられている為、歳をとらない。見た目は18歳の少女だが実年齢は68歳。ジェカルトに想いを寄せていたが、想いは叶わなかった。
ジェカルト・ソミュン (Zekarto Somun)
声：増谷康紀
マラカット出身の剣士で、風月林の創設者にして八英雄の一人、風の英雄である。一般的な家庭で育ち結婚もしたが、妊娠中の妻がブラストワームに殺されたのをきっかけにヤソンロベンへの遠征に参加。その際に「風の欠片」によって無限の命を与えられ、外見は40代だが実年齢は75歳になる。武者修行に出ていた10年前、風月林がヤソンの襲撃を受けた事を知り、ただ一人生き残っていたカリンツを助け、自身の技を伝授する。表情が薄いものの暖かい人物で、亡き妻を愛している為にイレインを受け入れる事が出来なかった。
ロステイン (Losteyn)
声：平野正人
クリスの父親。飛行艇を創るのが趣味あり天職だと思っている。しかし試作機の飛行実験でクリスの兄が事故死して以来、飛行艇製作から遠ざかっていた。クリスの事を心配する愛情深いところもあるが、それを口に出す事はない。
フレイア (Freya)
声：萩森侚子
風月林の剣術師範。暖かく想いやりのある、風月林の孤児達にとって母親のような存在。風月林が「テュルポ」の襲撃を受けた際に、子供達を逃がす為に自ら犠牲となった。

## バグ
浮遊城の後のPT選択でリースPTを選び、手紙を貰って湖に行く最中の町でカリンツPTにチェンジした後、カリンツPTでずっと進めて湖に行くと、イベントの起こる場所で画面真っ暗になってフリーズしてしまう。先にリースPTで湖のイベントまで進めることで回避可能。

## 関連商品
ガイドブック
- マグナカルタ オフィシャルパーフェクトガイド （ISBN 4757721293）
- マグナカルタ ナビゲーションガイド （ISBN 4047071641）

コミックス
- マグナカルタ アンソロジーコミック （ISBN 4757721404）

ノベルズ
- マグナカルタ〈上〉復讐の剣 （ISBN 4757721366）
- マグナカルタ〈下〉贖罪の仮面 （ISBN 4757722044）

CD
- サウンドトラック「マグナカルタ」
- マグナカルタ ドラマCD
- ドラマCD「マグナカルタ」〜激情編・復讐に燃えた花〜

## 受賞歴
- 2004年大韓民国ゲームアウォーズ・PC/テレビゲーム（パッケージ）部門優秀賞・ゲームキャラクター部門技術創作賞

## 放送時間
- 文化放送：毎週日曜日23:30～24:00
- BSQR489：毎週木曜日20:00～20:30